# Yvan Goor
Yvan Goor parfois orthographié Ivan Goor, né le 30 novembre 1884 à Verviers et mort le 20 mars 1958 à Liège, est un coureur cycliste et motocycliste belge.

## Carrière sportive

### Cyclisme
Yvan Goor commence le cyclisme avec le soutien de son père, qui est son manager et son entraîneur. Goor s'est concentré sur le Demi-fond (cyclisme) avec son père comme entraineur. En 1906, alors qu'il coure à Magdebourg, le père de Goor tombe lourdement et est incapable de concourir pour le reste de la saison.
En 1910 et 1911, Goor est champion de Belgique de demi-fond et en 1908, 1912 et 1914, il arrive deuxième. En 1921, Goor met fin à sa carrière de cycliste professionnel car il est incapable de concourir au même niveau qu'avant la Première Guerre mondiale. Vice-Président du Royal Cyclist's Pesant Club Liégeois , il crée une caisse de secours pour les coureurs cyclistes.

### Course de moto
En 1924, à l'âge de 40 ans, Goor se lance dans la compétition motocycliste. Il est deux fois champion d'Europe en catégorie 175cc, en 1930 et 1934 au volant respectivement d'une DKW et d'une Benelli. En 1931, il est deuxième du Championnat d'Europe derrière Eric Fernihough en catégorie 175 cc.

## Palmarès

### Cyclisme
- Champion de Belgique de demi-fond en 1910
- Champion de Belgique de demi-fond en 1911

### Course de moto
- 1930 – Champion d'Europe 175 cc
- 1934 – Champion d'Europe  175 cc